# Lucy (urtidsmänniska)

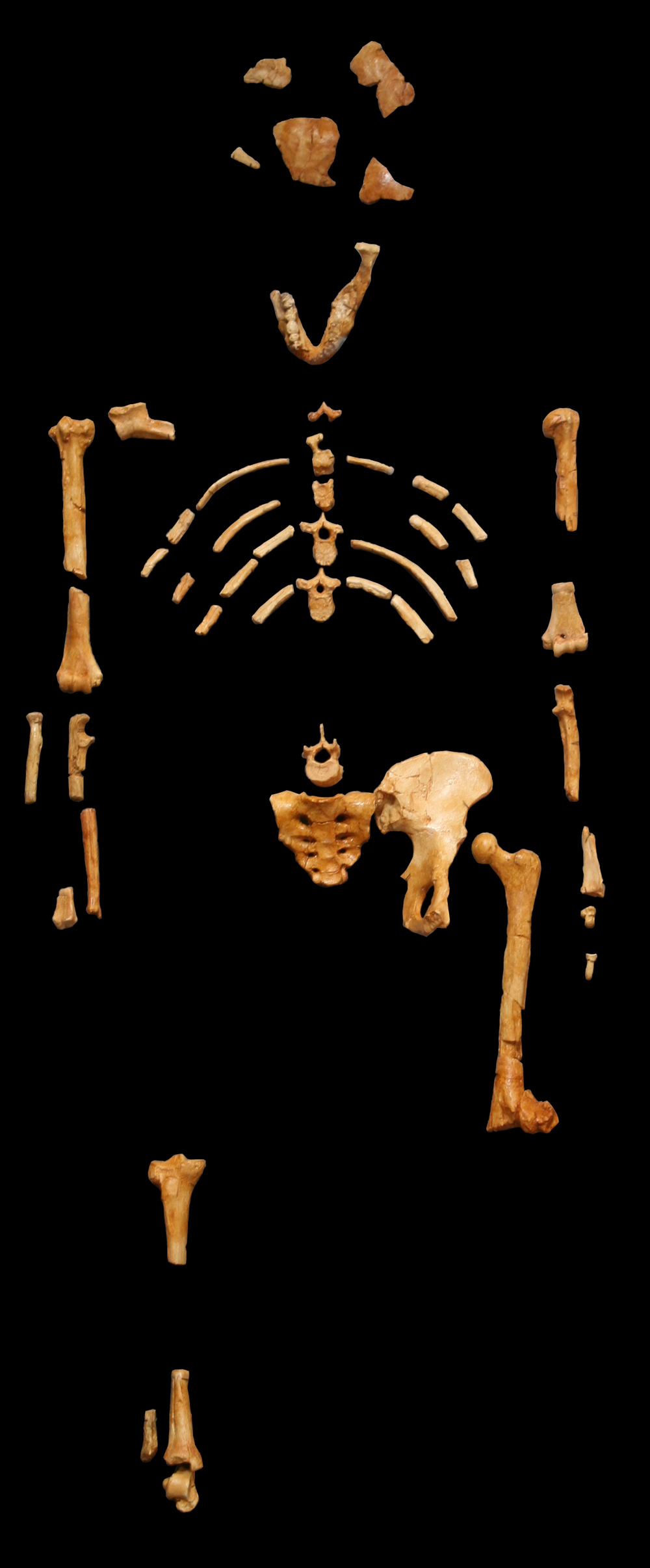
Lucy

Lucy även kallat AL 288-1, är de skelettrester som hittats från en kvinnlig Australopithecus afarensis. Det hittades den 24 november 1974 i Hadar i Awashdalen i Afarsänkan i Etiopien av Yves Coppens, Donald Johanson, Maurice Taieb och Tom Gray. Lucy uppskattas ha levt för cirka 3,2 miljoner år sedan.
Lucy var cirka en meter lång, gick upprätt och hade en hjärnstorlek ungefär motsvarande som hos en schimpans.
Namnet "Lucy" kommer av att när arkeologerna firade sitt fynd satt de och lyssnade på Beatles "Lucy in the Sky with Diamonds".
Det har, vid undersökningar av skelettet, framkommit att Lucy förmodligen dog efter att ha fallit från omkring 12 meters höjd. Antagligen då hon befann sig uppe i ett träd. Frakturer hittades bland annat på överarmen, vänster skulderblad samt bäckenet.
Genom att studera hennes tänder har man kommit fram till att Lucy var fullvuxen när hon dog, eftersom hennes visdomständer var utslitna.